# Luise Emilie Tschersich
Luise Emilie „Mile“ Tschersich (* 16. Dezember 1998 in Chemnitz) ist eine deutsche Schauspielerin. Bekannt wurde sie unter anderem durch die Rolle der Sara Adamczyk in der Webserie Druck und durch ihre Darstellung der Anastasia Sadowski in der ZDF-Serie Blutige Anfänger.

## Leben
Tschersich wuchs in Chemnitz auf und besuchte dort das Dr.-Wilhelm-André-Gymnasium. Sie ist die Tochter des Schauspielers Manfred Blank und der ehemaligen Puppenspielerin Gerlinde Tschersich. Von 2012 bis 2017 spielte sie im Theaterjugendclub am Schauspielhaus Chemnitz. Ihre musikalische Ausbildung bekam sie in der Musikschule am Thomas-Mann-Platz. Nach ihrem Abitur 2017 studierte sie bis 2021 an der Hochschule für Schauspielkunst Ernst Busch in Berlin.
Luise Tschersich hat außerdem einen Kanal mit dem Alias f1chickennugget auf der Plattform Twitch, wo sie hauptsächlich Content des Videospiels „League Of Legends“ produziert. Als Kommentatorin arbeitet sie in der deutschen Prime League, der LPL und für den Equal Esports Cup.
Tschersich lebt in Berlin.

## Filmografie
- 2018–2019: Druck (Webserie)
- 2020: Give me up (Kinokurzfilm)
- 2021: Abifeier (Kinokurzfilm)
- 2021: Souls (Sky Original Serie)
- 2021: VIC (rbb)
- 2021: Paris (Kinokurzfilm)
- 2021: Zero (Fernsehfilm)
- 2022: Tonis Welt (Vox-Serie)
- 2022–2024: Blutige Anfänger (ZDF-Serie)
- 2022: Hotel Barcelona (Fernsehfilm)
- 2023: SOKO Leipzig (ZDF-Serie, Folge Keine Rettung)
- 2024: Rudi's Siebenstein (KiKa-Serie)
- 2024: Die Heiland (ARD)

## Auszeichnungen
- 2019: Nominiert für den Grimme-Preis, Kategorie Kinder und Jugend, »Druck«, R.: Pola Beck/Jano Ben Chabaane
- 2019: Prof. Wolfgang Rodler Stipendium für herausragende schauspielerische Leistungen und Ensemblegeist
- 2024: Immenhof Filmpreis als Beste Nachwuchsdarstellerin